# Германизација
Германизација представља друштвени процес, обично присилног претапања других народа у Германе, првенствено Нијемце, наметањем немачког језика и културе. Ово је било централно начело немачке конзервативне мисли у 19. и 20. веку. Германизацији су посебно били изложени западнословенски и јужнословенски народи.

## Лингвистичка германизација
У лингвистици се германизацијом сматра када се реч из немачког језика усвоји у страном језику, за разлику од општег превода, тако да се термин германизација може односити на прилагођавање речи немачком језику, али и на преименовање улица и тргова, дискриминацију не-немачких становника и друге процесе који имају за циљ германизацију становништва.

## Политика германизације
Због политике земаља као што су Аустријско царство, Немачко царство, Нацистичка Немачка као и деловањем Тевтонског реда, не-Немцима је често било забрањено да користе свој матерњи језик, а њихова традиција и култура су систематски потискивани. Поред тога, колонисти и досељеници су коришћени за балансирање становништва. Током нацистичке ере германизација се претворила у политику етничког чишћења, а касније у геноцид над неким ненемачким етничким групама.

## Германизација Словена
Германизација Словена је процес који је почео у раном средњем вијеку и био је најизраженији над полапским племенима. Њиховим падом под њемачку власт дошло је до масовног истријебљивања словенских племена, а међу њихове преживјеле остатке, масовно су досељавани њемачки колонисти. Било им је забрањено бављење трговином и занатством, а у јавном животу нису могли да употребљавају свој језик нити да користе своја словенска имена. Да би опстали морали су да раде најгоре послове, обрађивали су најлошију земљу и становали у најбиједнијим градским квартовима, самим тим су били осуђени на постепено изумирање и потпуну асимилацију. О некада бројним Полапским Словенима, као свједочанство, данас су остали само топографски називи широм источне Њемачке и презимена са словенским коријеном у модерној њемачкој нацији. То се кроз вијекове покушавало и са Пољацима, Чесима и др. а, притисак се поготово појачао после уједињења Њемачке под канцеларом Бизмарком. Истим или сличним поступцима били су угрожени и словенски народи који су били у саставу Аустроугарског царства, трећег рајха, па све до данас гдје су асимилационим процесима изложени малобројни Лужички Срби. Такође треба напоменути да је веома важну улогу играла и њемачка католичка црква чији су свештеници били најжешћи протагонисти германизације и насилног покрштавања.

## Пројекат Лебенсборн
У нацистичкој Немачко покренут је  1935. године програм „Лебенсборн“ („Извор Живота“). Њен оснивач и главни идеолог био је Хајнрих Химлер, један од најближих Хитлерових сарадника. У оквиру програма „Лебенсборн“ нацисти су од 1941. до 1944. из СССР-а, Пољске, Чехословачке и Југославије одвели стотине хиљада плавокосих и плавооких малишана са циљем да од њих створе праве аријевце. Већина њих се још увек воде као нестали, али већ одавно нико не трага за њима. Они и њихови потомци данас живе у Немачкој. Не знају одакле потичу и тешко да ће икада постати свесни свог порекла.
Руководилац „Лебенсборна“, штандартенфирер СС Макс Золман добио је на Нирнбершком процесу мање од три године затвора „за чланство у СС“. Золман је на суду успео да докаже да је „Лебенсборн“ добротворна организација која уопште није отимала децу, него их је „спасавала од ужаса рата“.
Деца „нордијског изгледа“ из словенских земаља (СССР-а, Пољске, Чехословачке, Југославије) одвођена су у „Киндер КЦ“, тј. у дечји концентрациони логор у пољском граду Лођ, где се могло сместити 20 хиљада логораша. Тамо је на програму радио тим доктора и експерата. Они су одређивали „расну вредност“ сваког детета. Будући аријевци морали су да одговарају „раси господара“ по боји очију и косе, облику лобање, телесној грађи и добром здрављу. „Шкартиране“ малишане је чекала смрт у гасној комори, а такве деце је, према приближним проценама, било 80%.
„Одобрена“ деца у узрасту од два месеца до шест година пребацивана су из логора „Киндер КЦ“ у привремена прихватилишта. Тамо су малишани подвргавани програму „почетне германизације“, тј. добијали су нова, немачка имена и документа у којима су означени као „сирочад чији су родитељи погинули за фирера и велику Немачку“. Затим су учили немачки, с тим што су сурово кажњавани батинама за сваку реч изговорену на матерњем језику. Тако је код деце стваран условни рефлекс да треба говорити само немачки и онда неће бити батина.
„Германизација“ је најчешће трајала три-четири месеца, после чега су немачке породице усвајале ту децу, с тим што се од усвојитеља скривало словенско порекло усвојеног детета. Будући да је „Лебенсборн“ у почетку покренут као мрежа сиротишта за ванбрачну немачку децу, усвојитељи су били убеђени да усвајају малишана „аријевске крви“. Инспектори СС и доктори „Лебенсборна“ редовно су посећивали породице које су усвојиле дете и проверавали услове његовог гајења и васпитавања у „аријевском духу“.
Након краја Другог светског рата 1945. стотине хиљаде словенских малишана нашло се у зони Немачке у коју је ушла америчка војска. Тада су Американци дошли у посед мањег дела досијеа „Лебенсборна“. Истражни органи армије САД спровели су истрагу 1947. и саслушали децу коју су есесовци довели из словенских земаља и питали их желе ли да се врате кући. Међутим, сасвим мала деца се нису сећала своје прошлости, заборавила су матерњи језик, искрено су себе доживљавала као Немце и бојала се да их неко не одвоји од усвојитеља. Мало старија деца су буквално била „зомбирана“ у процесу „германизације“. „Лебенсборн“ им је заувек утувио у главу мисао да је срећа бити аријевац. Савезници су брзо прекинули ту истрагу, а у отаџбину се вратило свега два-три процента „преваспитане“ деце.
Данас у Немачкој живи на стотине хиљада потомака словенске деце која су доведена током рата.